# Operating Thetan

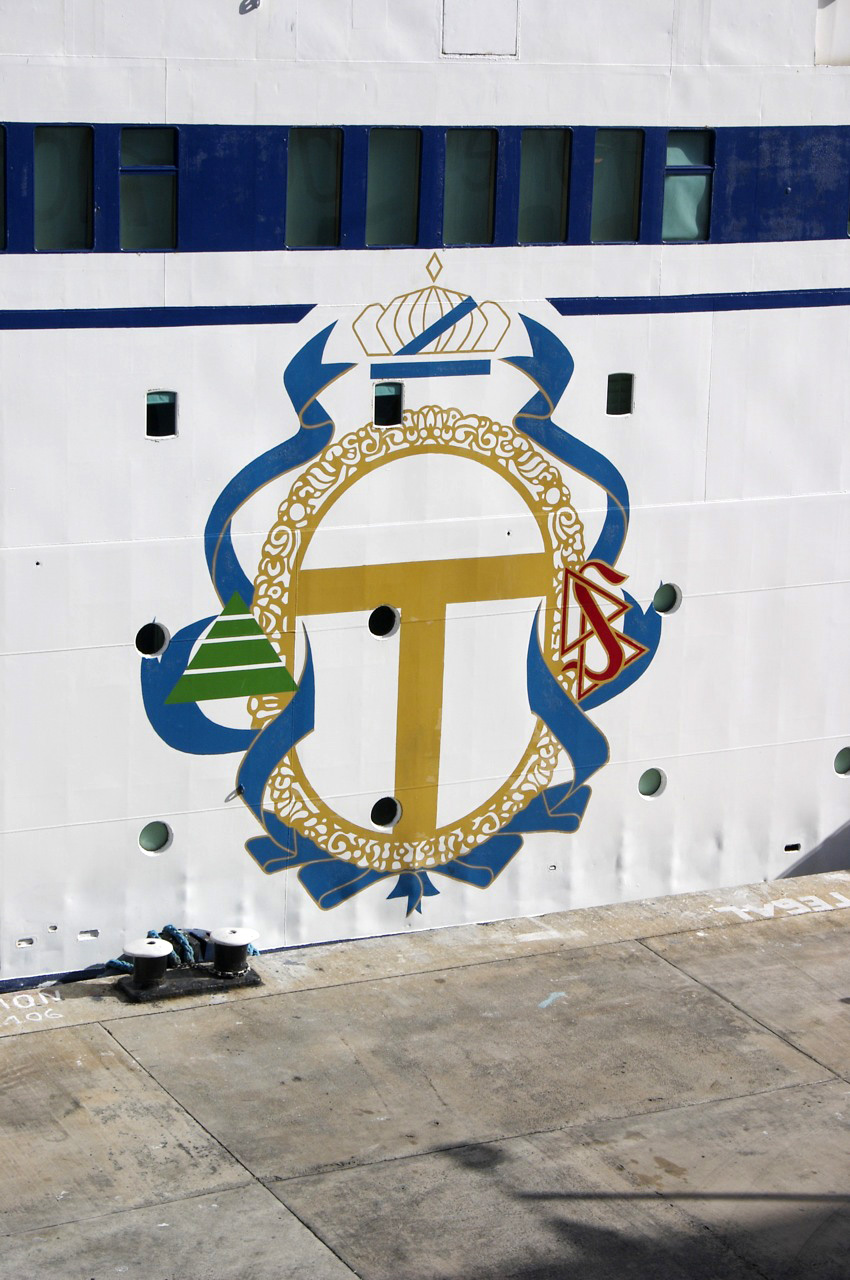
Logo des Scientology-Schiffes Freewinds, wo die OT-Stufe OT VIII absolviert werden kann.

Als Operating Thetan (OT) wird in der Theorie von Scientology deren Zielsetzung der Schaffung eines geistigen Wesens beschrieben, das gemäß der Annahme „nicht nur befreit von jeder Limitierung des physikalischen Universums ist, sondern auch sein eigenes und neues Universum erschaffen kann“.

## Beschreibung
Scientology beschreibt Operating Thetan (OT) wie folgt:
Operating Thetan (OT) ist ein spiritueller Seinszustand oberhalb von Clear. Mit Operating ist gemeint: „fähig zu handeln und mit Dingen umzugehen“. Und mit Thetan ist das geistige Wesen gemeint, das das grundlegende Selbst ist. Ein Operating Thetan ist demnach jemand, der mit Dingen umgehen kann, ohne einen Körper oder physische Mittel benutzen zu müssen.

## Voraussetzungen
Um innerhalb von Scientology in die Stufe eines OT aufsteigen zu können, muss eine Person erst einmal die Stufe Clear erreicht haben. Die Definition von Clear lautet nach L. Ron Hubbard im Original: A Thetan who can be at cause knowingly and at will over mental matter, energy, space and time. (Deutsch: Ein Thetan, der wissentlich und willentlich Ursache sein kann über geistige Materie, Energie, Raum und Zeit.)

## Struktur
Es gibt aktuell acht OT-Stufen, die mit Ausnahme der Stufe OT VIII zwischen 1966 und 1970 von L. Ron Hubbard entwickelt und vorgestellt wurden. OT VIII wurde Anfang der 1980er-Jahre von ihm verfasst und nach seinem Tod (Januar 1986) als New OT VIII am 7. Juni 1988 präsentiert. Der sogenannten „Grade Chart“ (Gradkarte) der Scientology zufolge gibt es sieben weitere OT-Stufen, zu denen aber keine schriftlichen Vorgaben Hubbards existieren sollen.

## Veröffentlichte Stufen

### OT I
Die Stufe OT I trägt laut Scientology den Namen „Neues OT I“. OT I ist der erste Schritt für Menschen mit Clear-Status zu vollen OT-Fähigkeiten. Die aktuelle Version von OT I wurde 1985 veröffentlicht.

### OT II
Die Stufe OT II trägt laut Scientology nur den Namen „Neues OT II“. OT II kann vor allen Dingen als Vorbereitung für die anspruchsvollere Stufe OT III angesehen werden. Die aktuelle Version von OT II wurde 1966 veröffentlicht.

### OT III
Die Stufe OT III trägt laut Scientology den Namen „Die Feuerwand“. Die OT III ist interessant, da sich aus dieser Stufe das Weltbild von Scientology erklären lässt. Seit der Veröffentlichung von OT III erhielt Scientology quasi einen „Weltrettungsauftrag“, der vor 75 Millionen Jahren „erteilt“ wurde. Durch OT III erfährt der Betroffene von der angeblichen Existenz von Körperthetanen, wie sie Hubbard beschreibt. Diese würden die vielen der körperlichen und mentalen Gebrechen der Menschheit erklären und die Leute so davon abhalten, ihre höchsten geistigen Stufen zu erreichen. In OT III soll der Betroffene die Körperthetane loswerden. In diesem Zusammenhang ist die Geschichte von Xenu ein maßgeblicher Teil von OT III. Die aktuelle Version von OT III wurde 1967 veröffentlicht.

### OT IV
Die Stufe OT IV trägt laut Scientology den Namen „OT Drogenrundown“. Obwohl eigentlich nach erfolgreich absolvierter OT III keine Körperthetane mehr da sein sollten, erfährt man auf dieser Stufe, dass sehr wohl noch Körperthetane da seien. Die aktuelle Version von OT IV wurde 1980 veröffentlicht.

### OT V
Die Stufe V trägt laut Scientology den Namen „Auditierte Dianetik der neuen Ära für OTs“. In OT V erwarten den Scientologen wieder sehr viele Körperthetane und Cluster, die an seinem Hauptthetan und am Körper anhaften. Die Körperthetane auf OT V sind „bewusstlos“, haben 75 Millionen Jahre „geschlafen“ und müssen durch Auditing erst aufgeweckt werden, bevor sie auditiert und zum Verschwinden gebracht werden können. Das Auditing auf dieser Stufe wird mit einem Profi-Auditor durchgeführt, da der Pre OT nicht über „genügend geistige Stärke“ verfüge, die Körperthetane auf dieser Stufe ohne fachmännische Hilfe zu konfrontieren. Die aktuelle Version von OT V wurde 1978 veröffentlicht.

### OT VI
Die Stufe VI trägt laut Scientology den Namen „Hubbard-Solo-Auditing-Kurs der Dianetik der neuen Ära für OTs“. Der Scientologe erhält in OT VI eine Weiterbildung, um die Körperthetane aus OT V zu identifizieren. Die aktuelle Version von OT VI wurde 1980 veröffentlicht.

### OT VII
Die Stufe VII trägt laut Scientology den Namen „Hubbard-Solo-Auditing der Dianetik der neuen Ära für OTs“. Die aktuelle Version von OT VII wurde 1980 veröffentlicht.

### OT VIII
Die Stufe VIII trägt laut Scientology den Namen „Wahrheit enthüllt“. Die aktuelle Version von OT VIII wurde 1988 veröffentlicht.

## Nicht veröffentlichte Stufen

### OT IX
Die Stufe IX trägt laut Scientology den Namen „Größenordnungen“. OT IX ist noch nicht freigegeben.

### OT X
Die Stufe X trägt laut Scientology den Namen „Charakter“. OT X ist noch nicht freigegeben.

### OT XI
Die Stufe XI trägt laut Scientology den Namen „Operierend“. OT XI ist noch nicht freigegeben.

### OT XII
Die Stufe XII trägt laut Scientology den Namen „Zukunft“. OT XII ist noch nicht freigegeben.

### OT XIII
Die Stufe XIII trägt wahrscheinlich den Namen „Wissen“. OT XIII ist noch nicht freigegeben.

### OT XIV
Die Stufe XIV trägt wahrscheinlich den Namen „Fähigkeit“. OT XIV ist noch nicht freigegeben.

### OT XV
Die Stufe XV trägt wahrscheinlich den Namen „Totale Freiheit“. OT XV ist noch nicht freigegeben.

## Kritik
Mehrere ehemalige Scientologen werfen Scientology öffentlich vor, dass Mitglieder von Scientology unter Druck gesetzt werden, sehr teure Kurse zum Erreichen der OT-Stufen zu belegen.